# 東常慶
東常慶（日语：／ Tō Tsuneyoshi，—1559年9月15日）是日本戰國時代武將，郡上郡篠脇城主，東元胤之子（東常緣之孫），最初自稱野田左近大夫，後來承襲東氏之名，成為下野守，子女是東常堯和遠藤盛數正室（後來成為長井道利正室）。

## 生涯
身為東氏宗家的常慶，恐怕東氏支流遠藤氏的遠藤胤重之子和田五郎左衛門以小多良鄉和田會津（現岐阜縣郡上市內）為據點坐大，對東氏宗家造成威脅，他決定在天文9年（1540年）與木腰城主胤重之父遠藤胤緣和其弟遠藤盛數合謀，以討論修築篠脇城一事為由誘騙五郎左衛門並且將其殺害。得知此事的和田氏一族召開會議計劃報復，但是在會議未得出共識前，已經遭到常慶領兵突襲而滅亡，隨後常慶將小多良賜給遠藤善兵衛。
天文9年（1540年）8月25日，越前的朝倉義景率軍攻入領內，並且強行要求常慶的女婿石徹白村（現郡上市白鳥町）的石徹白源三郎替朝倉軍帶路，雖然源三郎被逼替其帶路，但同時也派弟弟石徹白兵庫快馬通知常慶。在胤緣和盛數兄弟的進言下，常慶鞏固篠脇城的院禦，決心一戰。9月3日，朝倉軍發動攻勢，但是受制於東軍從放射狀的豎堀處投下巨石而退兵，然而城池本身也受到相當大的損害。翌年，城池在尚未修復的情況下，朝倉軍再次攻向郡上，常慶拜托位於大島（現郡上市白鳥町）的安養寺支援，安養寺隨即集合1,000名信徒，並且在美濃和越前之間的油坂峠佈陣，最終僅安養寺軍已經成功擊退朝倉軍。其後，常慶放棄修復篠脇城，改為興建一座便於保衛郡上的城池，最終在氣良庄赤谷（現郡上市內）建成東殿山城，由常慶之子東常堯防守備。
天文10年（1541年），阿千葉城（現郡上市大和町）主鷲見貞保謀反，常慶便率兵討伐，最終逼使貞保自殺，從古代開始便盤据於郡上北部的鷲見氏就此滅亡。
天文21年（1552年），常慶對於同為東氏一族的福野城（現郡上市美並町）主河合七郎在下川筋擴張勢力感到不安，因此便命盛數前往討伐，最終盛數成功消滅河合氏勢力，並且獲賞賜下川筋作為領地，興建了鶴雄山城。
由於常慶之子常堯惡貫滿盈，因此他讓盛數入贅於東氏成為自己的養子，並且在弘治年間將家督之位讓給盛數。另一方面，原本也計劃常堯會迎娶胤緣之女，但是胤緣認為常堯品性不佳而未有同意，改為將女兒許配給畑佐六郎右衛門。對此感到憤怒的常堯在永祿2年（1559年）8月1日胤緣造訪東殿山城期間，命家臣長瀬內膳以鐵砲將其射殺。本來就計劃取代宗家之位的盛數得悉此事後，以吊弔兄長為由，召集郡內眾人在8月14日出陣。另一說法則是盛數得到飛驒的三木賴綱的支援，並且在八幡山山頂佈陣，與常慶和常堯在吉田川對峙。經歷連場攻防戰，盛數軍在8月24日攻下東殿山城，常慶戰死。另一說法則是，按北辰寺（現郡上市美並町）的牌位可知，常慶在盛數協助下寄身於北辰寺，及至永祿4年（1561年）8月24日才死去，但是這種說法被指是後世利用遠藤氏權威而創作出來而已。
其後，常慶之子常堯雖然逃脫，並且繼續反抗，但是在天正13年11月29日（1586年1月18日）發生天正地震，常堯死於飛驒歸雲城的倒塌中。